# Kanzel von St. Georg (Nördlingen)

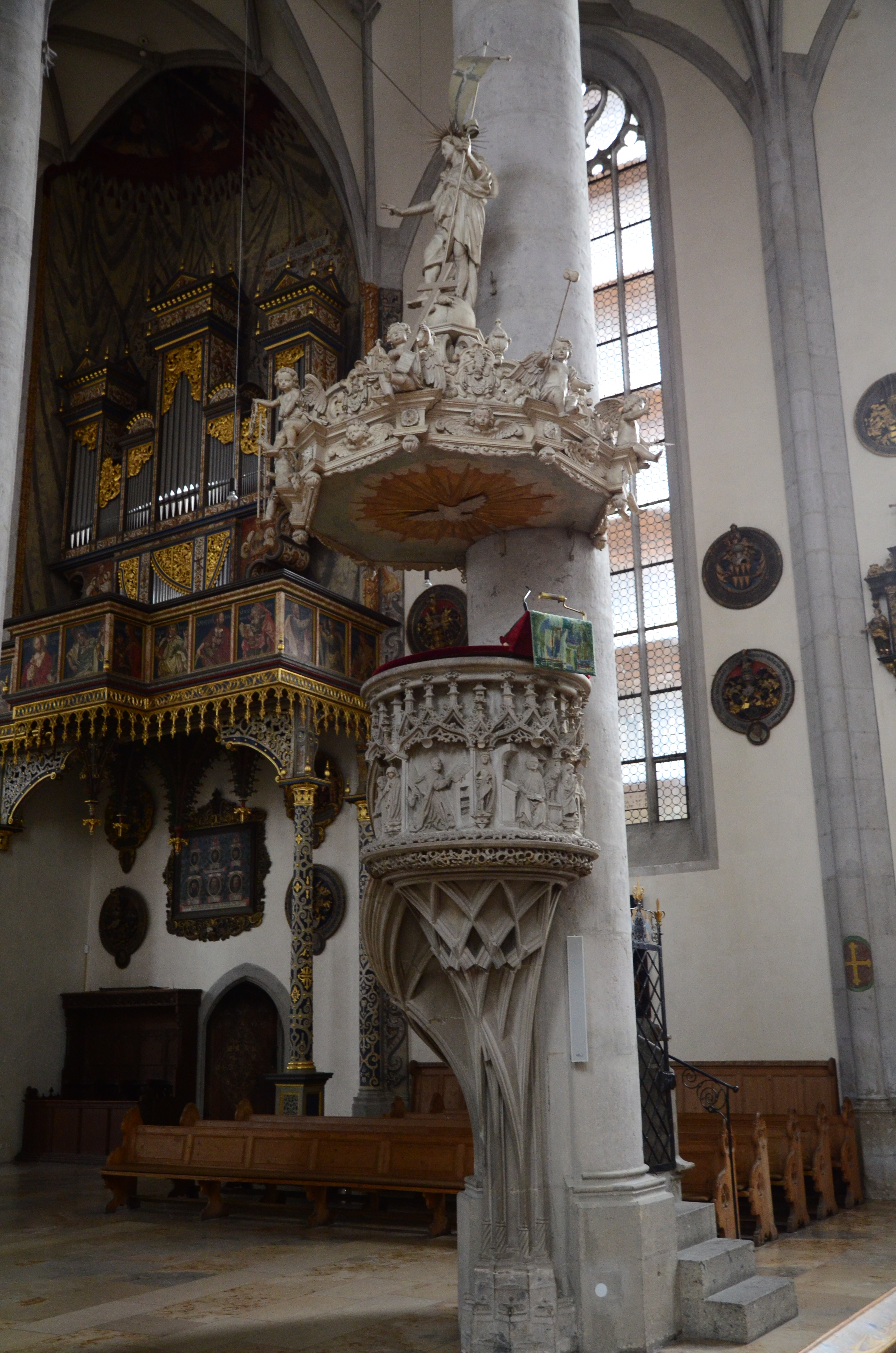
Gotische Kanzel in St. Georg (Nördlingen)

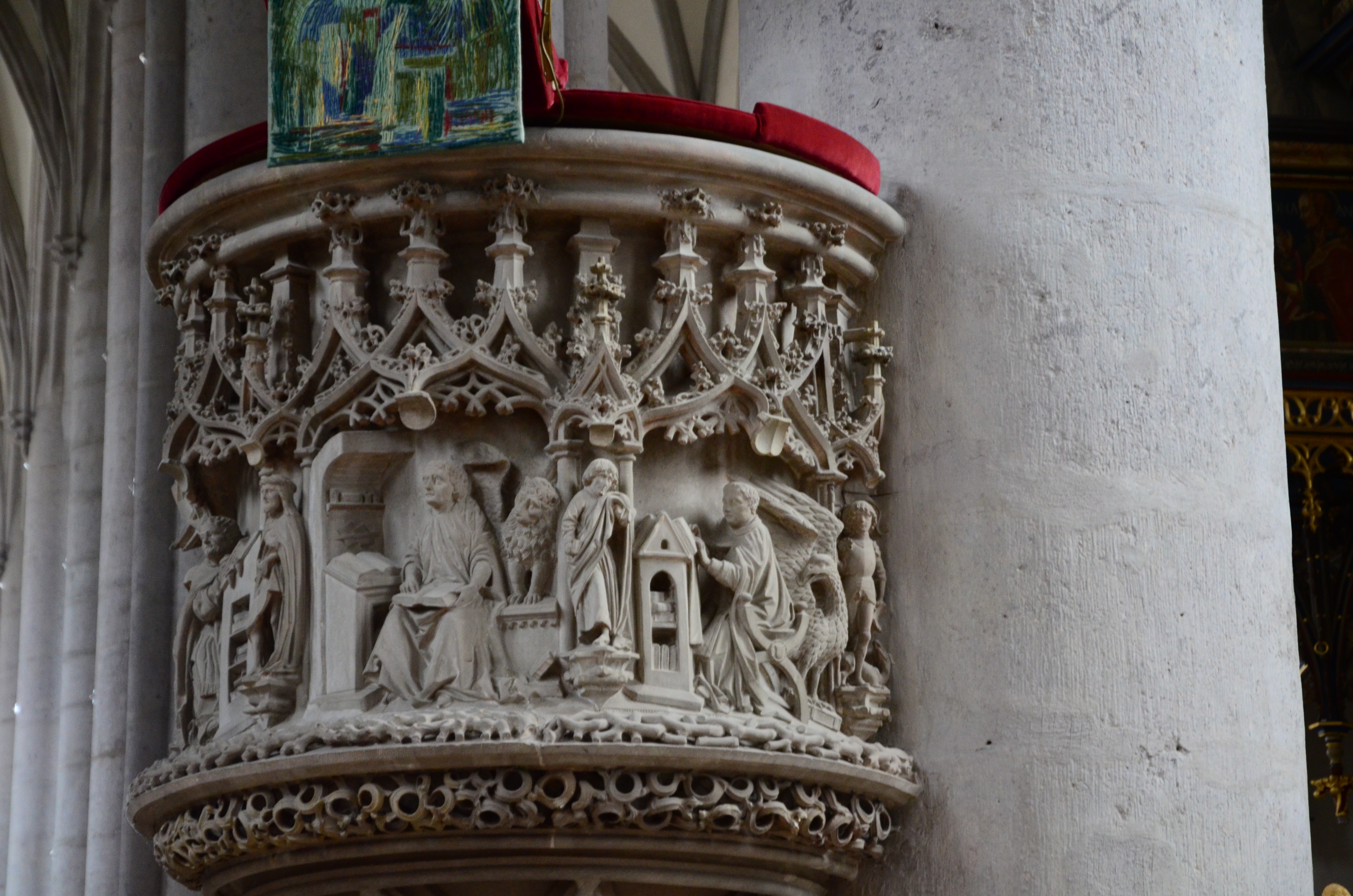
Kanzelkorb

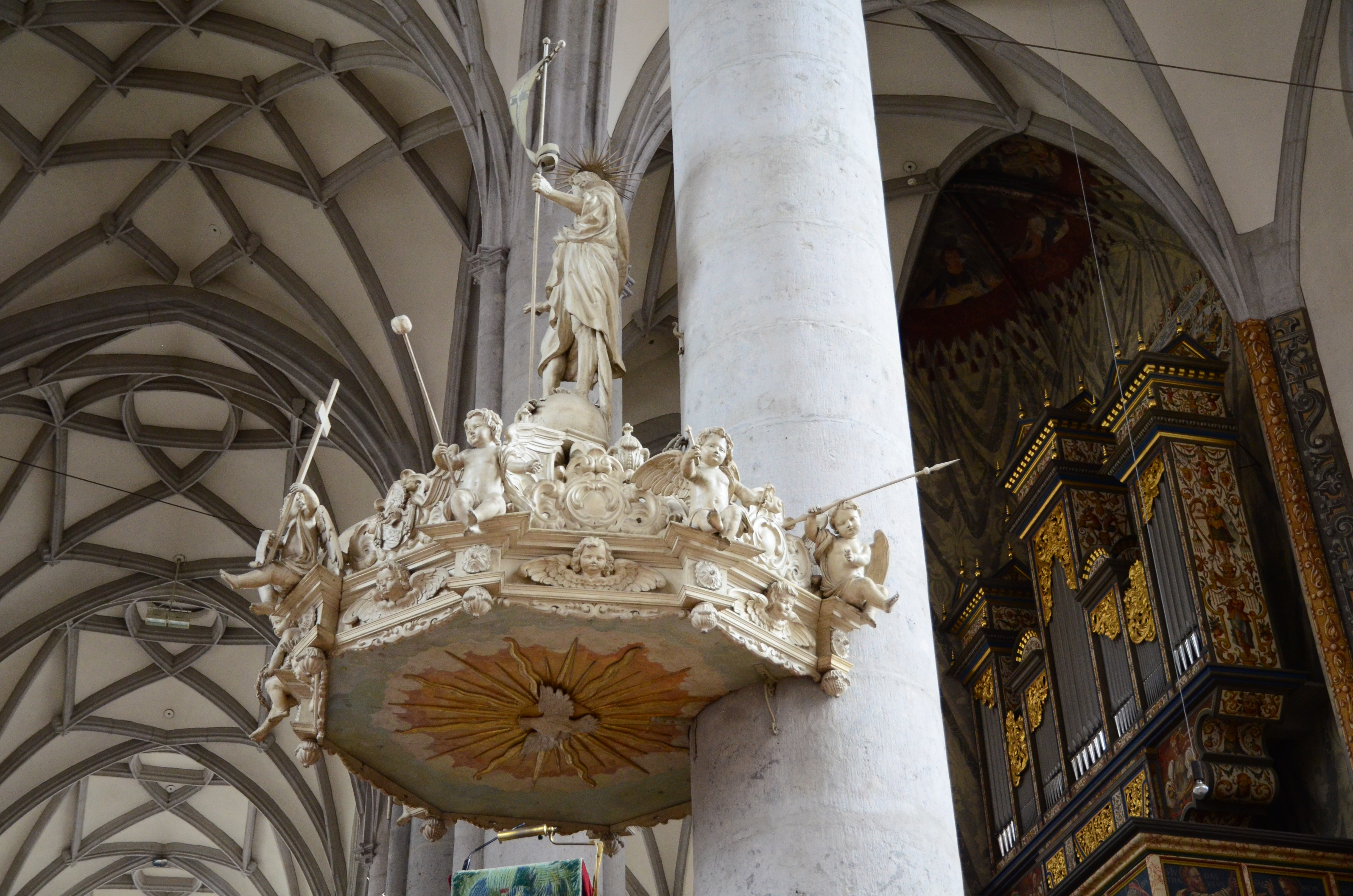
Barocker Schalldeckel

Die Kanzel der evangelischen Pfarrkirche St. Georg in Nördlingen, einer Stadt im Landkreis Donau-Ries in Bayern, wurde 1499 von einem Augsburger Meister geschaffen. Die Kanzel ist ein Teil der als Baudenkmal geschützten Kirchenausstattung.

## Beschreibung
Die steinerne spätgotische Kanzel besitzt einen Sockel mit üppigem, verschlungenem Rippenwerk und eine Treppe mit durchbrochener Maßwerkbrüstung. Am Kanzelkorb sind als Reliefs die vier Evangelisten mit ihren Symbolen dargestellt. Dazwischen sind unter Baldachinen der Schmerzensmann, Maria, Maria Magdalena, der Evangelist Johannes und der heilige Georg zu sehen.
Der barocke Schalldeckel, auf dem Christus mit der Weltkugel thront, stammt von Johann Michael Ehinger aus dem Jahr 1681. Der hölzerne Schalldeckel ist mit Putten und Engelsköpfen geschmückt.